# Pallanuoto alla XXX Universiade
Il torneo di pallanuoto della XXX Universiade si è svolto dal 2 al 14 luglio 2019 per il torneo maschile allo Stadio del Nuoto di Caserta, per il torneo femminile alla Piscina Comunale di Casoria. Le semifinali e le finali primo e terzo posto si sono giocate, invece, presso la Piscina Scandone di Napoli. Hanno preso parte alla competizione 10 squadre per il torneo maschile e 10 per il torneo femminile. In ambito maschile, la vittoria è andata all'Italia, in ambito femminile all'Ungheria.

## Podi

### Uomini
| Evento                         | Oro    | Argento     | Bronzo   |
| Pallanuoto maschile (dettagli) | Italia | Stati Uniti | Ungheria |

### Donne
| Evento                          | Oro      | Argento | Bronzo |
| Pallanuoto femminile (dettagli) | Ungheria | Italia  | Russia |

## Medagliere
| Posizione | Paese       |   |   |   | Totale |
| --------- | ----------- | - | - | - | ------ |
| 1         | Italia      | 1 | 1 | 0 | 2      |
| 2         | Ungheria    | 1 | 0 | 1 | 2      |
| 3         | Stati Uniti | 0 | 1 | 0 | 1      |
| 4         | Russia      | 0 | 0 | 1 | 1      |
| Totale    | Totale      | 2 | 2 | 2 | 6      |